# Barselius Kipyego
Barselius Kipyego (* 23. Juli 1993) ist ein kenianischer Langstreckenläufer. Seinen Durchbruch in die Weltspitze schaffte Kipyego im Alter von 23 Jahren im September 2016 durch seinen Sieg im Ústí-Halbmarathon in Tschechien, als er mit 59:15 min ins Ziel kam und mit dieser Zeit Platz drei der Weltjahresbestenliste und Platz 33 der ewigen Weltbestenliste für den Halbmarathon belegte.

## Persönliche Bestzeiten
- 10 km (Straße): 27:46 min, Prag, 5. September 2015.
- Halbmarathon: 59:14 min, Ústí-Halbmarathon, Ústí nad Labem/Tschechien, 16. September 2017[2] Platz 49 der ewigen Weltbestenliste (Stand: 22. März 2020)
- Marathon: 2:07:58 min, Paris, Paris-Marathon, 18. April 2019

## Erfolge
- 2017: 59:14 min, 1. Platz, Ústí-Halbmarathon, Ústí nad Labem/Tschechien, 16. September 2017 (Streckenrekord)
- 2016: 59:15 min, 1. Platz, Ústí-Halbmarathon, Ústí nad Labem/Tschechien, 17. September 2016.
- 2016: 60:30 min, 1. Platz, Budweis-Halbmarathon (Budejovice Half Marathon)/Tschechien, 4. Juni 2016.
- 2016: 60:46 min, 1. Platz, Adana Kurtuluş Yarı Maratonu, Adana/Türkei, 5. Januar 2016 (Streckenrekord).
- 2015: 60:51 min, 1. Platz, Adana Kurtuluş Yarı Maratonu, Adana/Türkei, 4. Januar 2015.
- 2014: 63:12 min, 1. Platz, Nairobi-Halbmarathon, Nairobi, 26. Oktober 2014.

## Jahresbestleistungen
10 km (Straße)
- 2016: 28:04 min, Ústí nad Labem, 17. September 2016
- 2015: 27:46 min, Prag, 5. September 2015

15 km (Straße)
- 2016: 41:59 min, Ústí nad Labem, 17. September 2016
- 2015: 43:16 min, Ústí nad Labem, 12. September 2015

Halbmarathon
- 2018: 1:00:25 min, Ústí nad Labem, 15. September 2018 (2. Platz hinter Stephen Kiprop (59:41 min))[3]
- 2017: 59:14 min, Ústí nad Labem, 16. September 2017[4]
- 2016: 59:15 min, Ústí nad Labem, 17. September 2016
- 2015: 60:51 min, Adana/Türkei, 4. Januar 2015

Marathon
- 2019: 2:07:58 min, Paris, Paris-Marathon, 18. April 2019 (5. Platz von 35181 Läufern)
- 2018: 2:08:42 min, Seoul, JoongAng Seoul Marathon, 4. November 2018
- 2017: 2:13:06 min, Ljubljana, Ljubljana-Marathon, 29. Oktober 2017